# 名模大間諜
《名模大間諜》（英語：Zoolander）是一部於2001年上映的美國喜劇片，由班·史提勒執導。主演包括班·史提勒、歐文·威爾森、威爾·法洛、蜜拉·喬娃薇琪、強·沃特等。
續集《名模大間諜2》在2016年2月12日於美國上映。

## 上映

### 評價
爛番茄新鮮度64%，基於133條評論，平均分為6/10，而在Metacritic上得到61分，代表「普遍好評」，IMDB上得6.6分，獲得普遍的好評。

## 續集
2016年2月12日於美國上映。

## 外部連結
- 互联网电影数据库（IMDb）上《名模大間諜》的资料（英文）
- TCM电影资料库上《名模大間諜》的资料（英文）
- Box Office Mojo上《名模大間諜》的資料（英文）
- 爛番茄上《名模大間諜》的資料（英文）
- Metacritic上《名模大間諜》的資料（英文）
- Derek Zoolander, Male Model: The original short film and background story（页面存档备份，存于）
- 互联网电影数据库（IMDb）上《Derek Zoolander: Male Model》的资料（英文）